# Boris Lifschitz
Boris Lifschitz (geboren 10. April 1879 in Krementschuk, Russisches Kaiserreich; gestorben 3. Dezember 1967 in Lugano) war ein Schweizer Rechtsanwalt.

## Leben
Boris Lifschitz besuchte den Cheder und studierte an der Jeschiwa. Er schloss sich der Sozialdemokratischen Arbeiterpartei (SDAPR) an und floh nach der Russischen Revolution in die Schweiz, wo er 1906 in Basel ein Jurastudium aufnahm und 1909 promoviert wurde. Seither arbeitete er als Rechtsanwalt in seiner eigenen Kanzlei in Bern. 1912 erhielt er das Schweizer Bürgerrecht. Seinen eigenen Angaben zufolge war er mit führenden russischen Revolutionären persönlich bekannt, und er habe 1917 von Lenin die Aufforderung erhalten, in das revolutionäre Russland mitzugehen. 1918 war er Rechtskonsulent des Bolschewiken Jan Bersin in Bern und organisierte Transfers der konfiszierten Gelder des gestürzten Zarenregimes und der Kerensky-Regierung. Im Jahr 1921 wurde er Mitglied der KPS und nahm 1922 und 1924 an den Weltkongressen der Komintern in Moskau teil. 1924 erklärte er seinen Austritt aus der KPS und den Eintritt in die Sozialdemokratische Partei.
Während des Berner Prozesses war er massgeblich an der Organisation der Prozessführung der Klägerseite beteiligt, hielt sich aber wegen seiner politischen Verpflichtungen in der Öffentlichkeit zurück. Er half bei der Übersetzung von Dokumenten russischer Sprache, deren Beschaffung aus Archiven der UdSSR er vermittelte. Als nach dem Prozess einige Zeugen der Klägerseite mit Klagen überzogen wurden, verteidigte er diese vor Gericht.
Lifschitz war ein Organisator der wirtschaftlichen Interessen der Sowjetunion in der Schweiz und Mitgesellschafter sowjetischer Handels- und Transportgesellschaften. Er war 1944 Gründungsmitglied und Sekretär der „Genossenschaft für den Handel mit der UdSSR“ und veröffentlichte Memoranden zum Ausbau der Beziehungen. Von 1933 bis 1950 war er Konsul Nicaraguas in der Schweiz, allerdings wurde die vom Diktator Anastasio Somoza García gewünschte Akkreditierung von der Schweiz verhindert.
1945 übergab Boris Lifschitz die Führung seiner Anwaltskanzlei an seinen Sohn Isidor und siedelte nach Lugano über. Er wurde 1947 diplomatischer Vertreter der damals kommunistisch regierten Republik San Marino in Liechtenstein mit Scheinwohnsitz in Vaduz, ab 1949 bis 1957 als Geschäftsträger. Er war auch Vertreter San Marinos bei der UNO. Lifschitz war in illegale Geschäfte mit Geldern, Wertsachen und Diplomatenpässen verwickelt, galt als mehrfacher Millionär und als „Salonbolschewist“. Er erhielt hohe Orden aus den europäischen Zwergstaaten San Marino, Malta und Monaco.

## Schriften (Auswahl)
- Das Aussetzungsdelikt in geschichtlicher Darstellung. Bern. Jur. Diss. 1909/10
- Geschworenen- oder Schöffengerichte? Vortrag. Bern 1925
- Die schweizerisch-russischen Handelsbeziehungen. Vortrag. Europa Verlag, Zürich 1944